# Livery Company

Le armi della Città di Londra

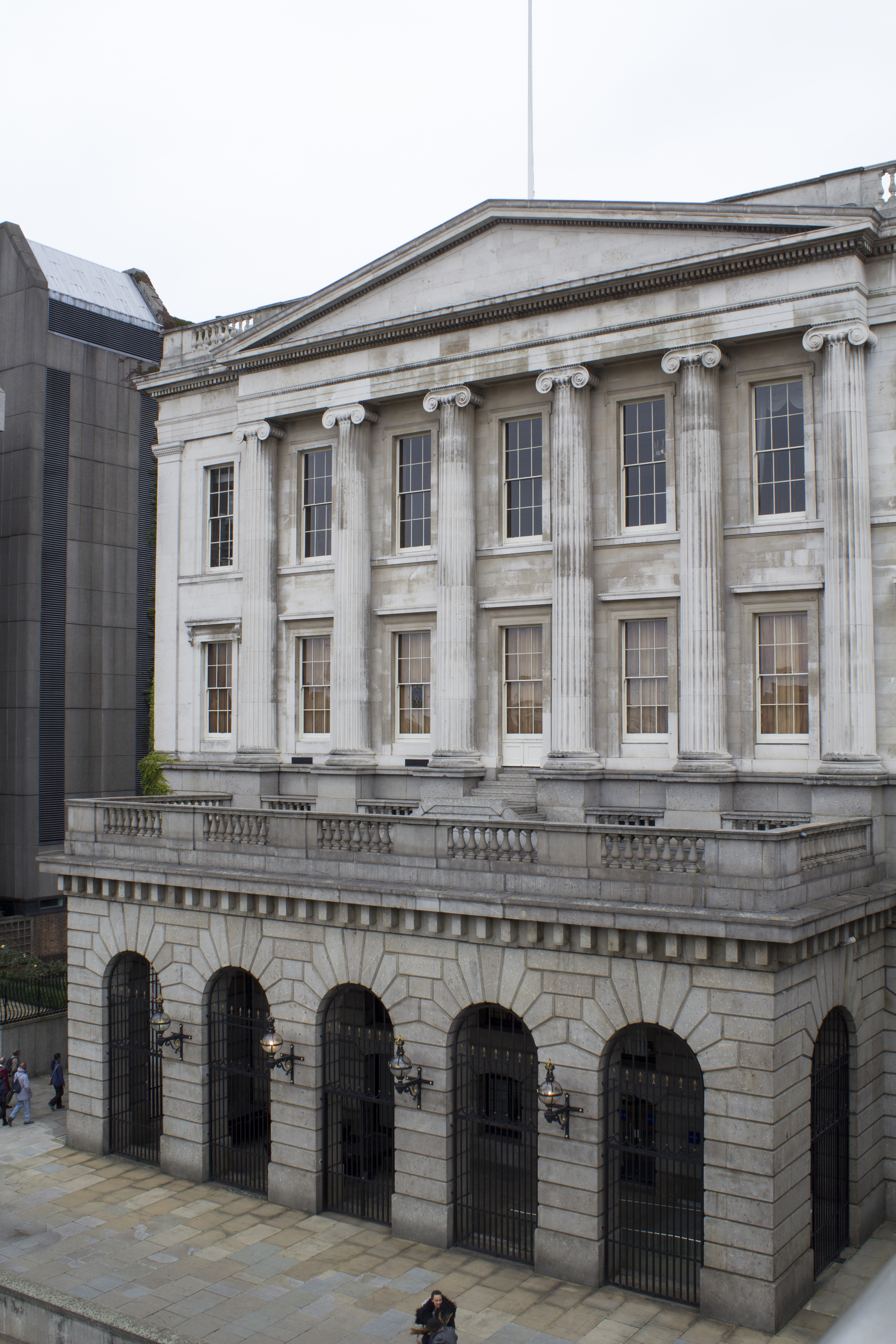
Fishmongers' Hall, London EC4, sede della Compagnia dei Pescivendoli

Le armi della Compagnia dei Droghieri: Argent a Chevron Gules between nine Cloves six in chief and three in base Proper

Le livery companies (compagnie di Livrea) della Città di Londra comprendono le antiche e moderne associazioni commerciali londinesi, quasi tutte con un nome del tipo "Worshipful Company of..." seguito dalla loro rispettiva arte, lavoro e professione.
I membri delle compagnie di Livrea conservano il diritto di voto per gli alti uffici civici, come il Lord sindaco, Sceriffi e Common Council della Corporazione della Città di Londra, l'antica autorità municipale di Londra con ampi poteri di governo locale.
La maggior parte delle livery company mantiene i suoi ruoli professionali, arti e mestieri. La Scriveners' Company ammette membri senior di professioni legali e associate, la Apothecaries' Company conferisce qualifiche post laurea in alcune specialità mediche e la Hackney Carriage Drivers' Company include guidatori di taxi con licenza che abbiano passato il test Knowledge of London. Molte corporazioni restringono l'accesso solo a membri che abbiano rilevanti qualifiche professionali, come ad esempio la Shipwrights' Company (marittimo), la Solicitors' Company (diritto) e la Worshipful Company of Engineers. Altre corporazioni, il cui business è terminato molto tempo addietro, come la Bowyers' Company, si sono trasformate in associazioni caritatevoli.

## Storia
Le prime corporazioni ebbero origine già nel Trecento e furono riconosciute con lettere patenti del sovrano regnante.
Le corporazioni di Londra del Medioevo si svilupparono in associazioni responsabili nella formazione e nella regolazione dei relativi commerci, così come il controllo dei salari, delle condizioni di lavoro e degli standard industriali. Come la maggior parte delle corporazioni medievali furono obbligate a stringere forti legami con la Chiesa romana (almeno prima della riforma Protestante) dotandosi di strutture religiose come chiese e cappelle, osservando feste religione, ospitando cerimonie. Molte livery company mantengono i loro storici legami religiosi, sebbene fra i membri sia diffusa una completa libertà di culto.
Fino alla Riforma le Livery Company svolsero un importante ruolo religioso, innanzitutto partecipavano ai riti fornendo la cantoria e prendendo parte ai riti liturgici e ai misteri. Alcune Livery Company sono tuttora attive in questi compiti originari, come ad esempio la Worshipful Company of Scriveners, molte altre si limitano tuttavia a sostenere il volontariato, ad esempio la Worshipful Company of Bowyers. Soprattutto le livery company fondate negli ultimi anni sono mere organizzazioni assistenziali, che svolgono un importante ruolo nella vita sociale e nelle relazioni della City of London.
Dopo che la Gilda dei Carrettieri ebbe ottenuto la qualifica di livery company nel 1746, nessuna corporazione londinese fu elevata a tale rango per 180 anni, finché la Corporazione dei Comandanti di Nave ottenne tale statuto nel 1932. Le corporazioni fondate dopo il 1926 vengono chiamate modern livery company.
Prima del Reform Act del 1832 solo i membri delle corporazioni (liverymen) avevano il diritto di voto al parlamento nella City ed erano loro che eleggevano i quattro membri della camera dei Comuni che spettavano alla City of London. Successivamente, nel periodo fra il 1832 ed il 1918, quella dei liverymen rimase una delle categorie che godevano del diritto di voto al parlamento per la City of London.
La decadenza delle gilde iniziò già alla fine del Seicento, dopo la Glorious Revolution. Con l'affermazione del libero mercato e del suffragio universale le corporazioni londinesi hanno perso i loro privilegi economici e politici e si sono trasformate in associazioni benefiche. Alcune, tuttavia, svolgono ancora ruoli tradizionali nel campo della formazione professionale e del controllo della qualità.

## Ordine di precedenza
Nel 1515, la Corte degli Aldermanni della Città di Londra stabilì un ordine di precedenza delle 48 corporazioni allora esistenti, basato sull'importanza politica ed economica che avevano le gilde in quel momento.  Le prime dodici vengono tuttora chiamate le Great Twelve City Livery Companies e sono le prime in ordine gerarchico. Le corporazioni successive al 1515 sono ordinate per anzianità di fondazione.

### Elenco delle corporazioni in ordine di precedenza

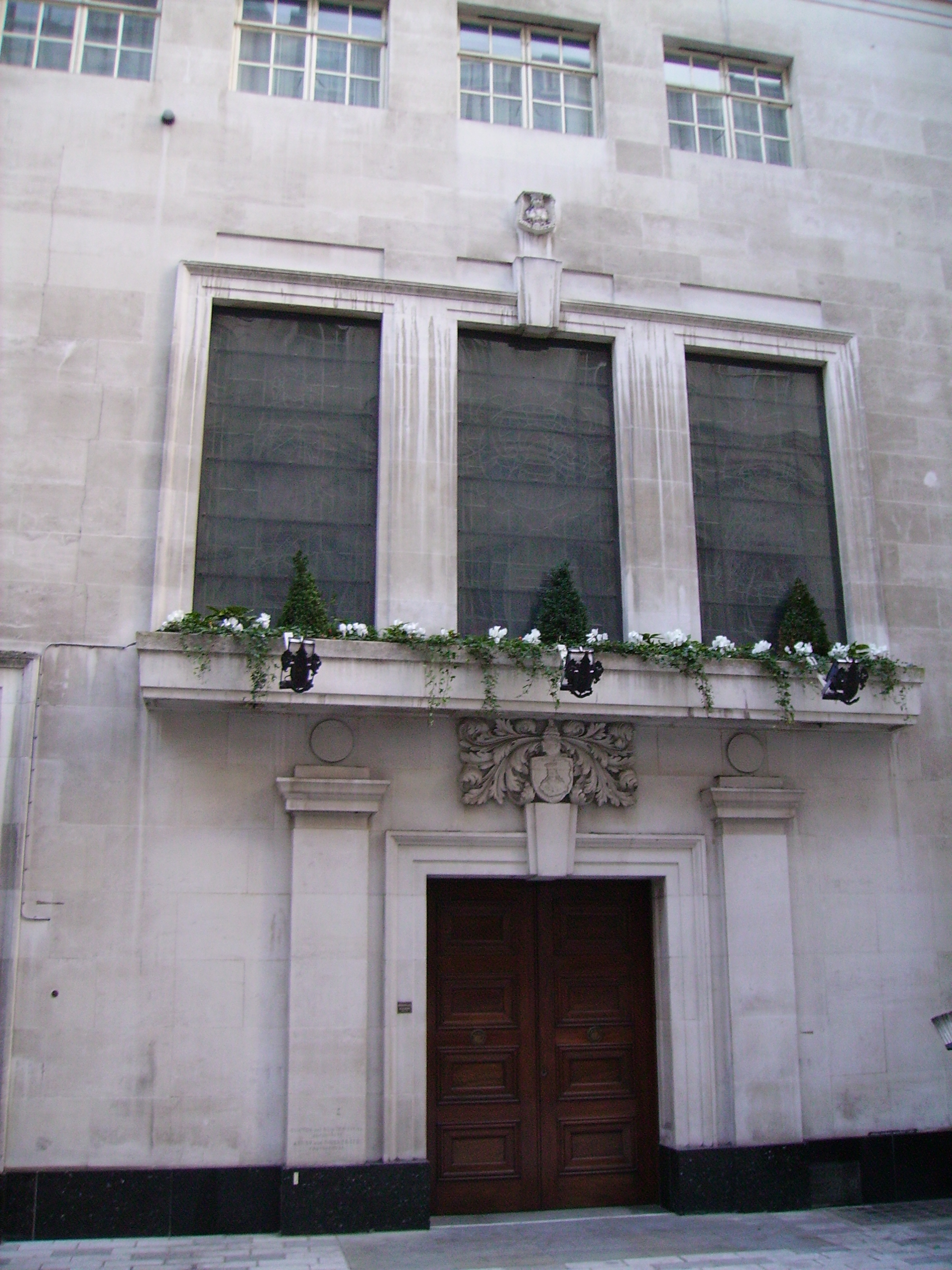
Mercers' Hall
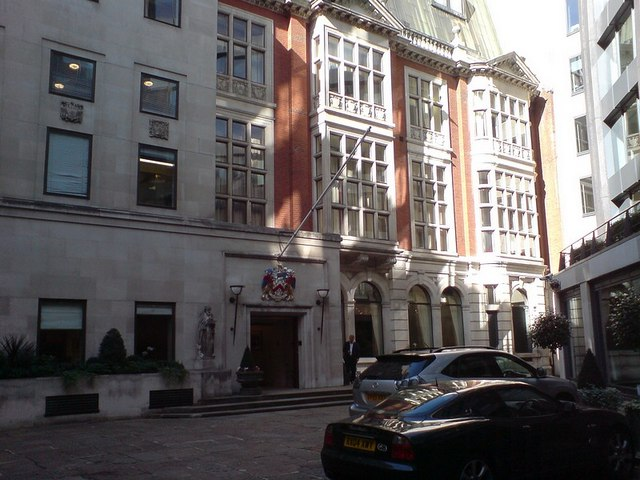
Grocers' Hall
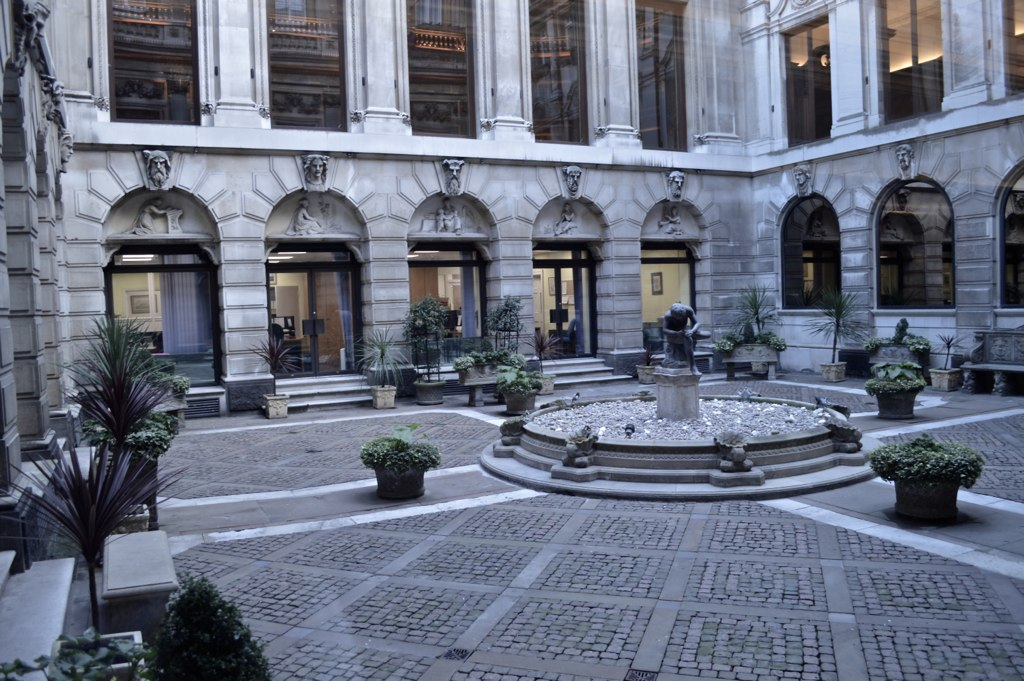
Drapers' Hall
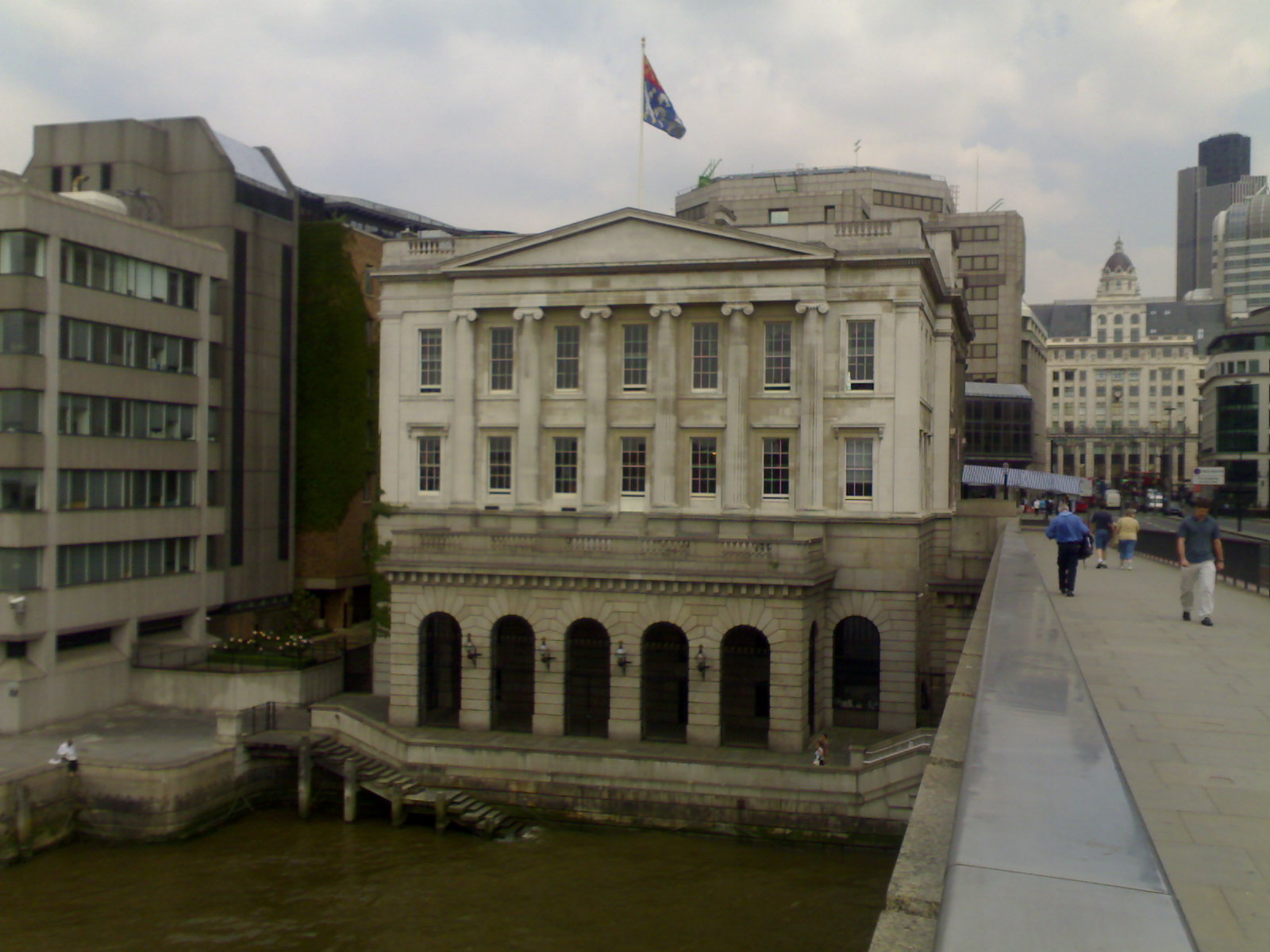
Fishmongers' Hall
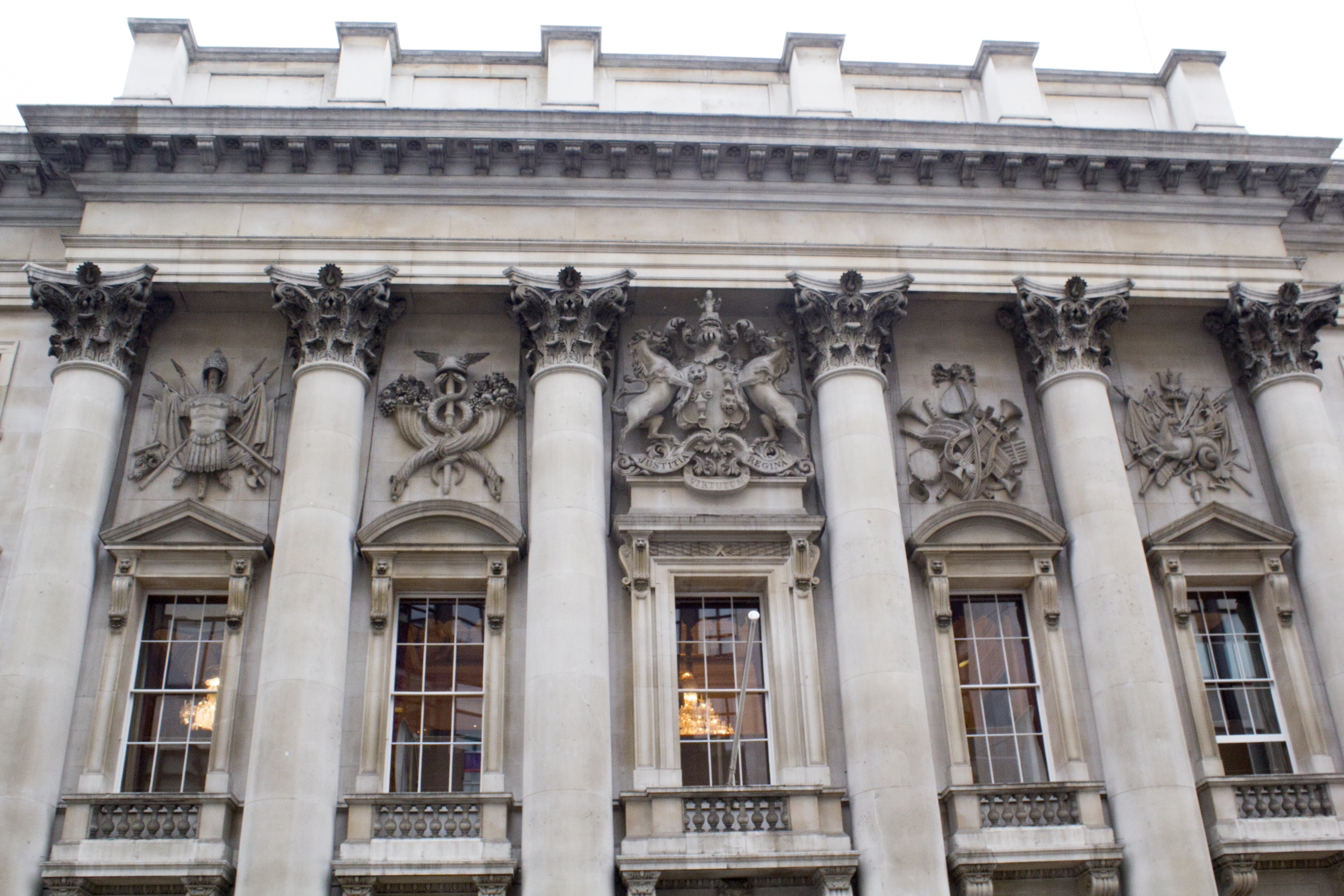
Goldsmiths' Hall
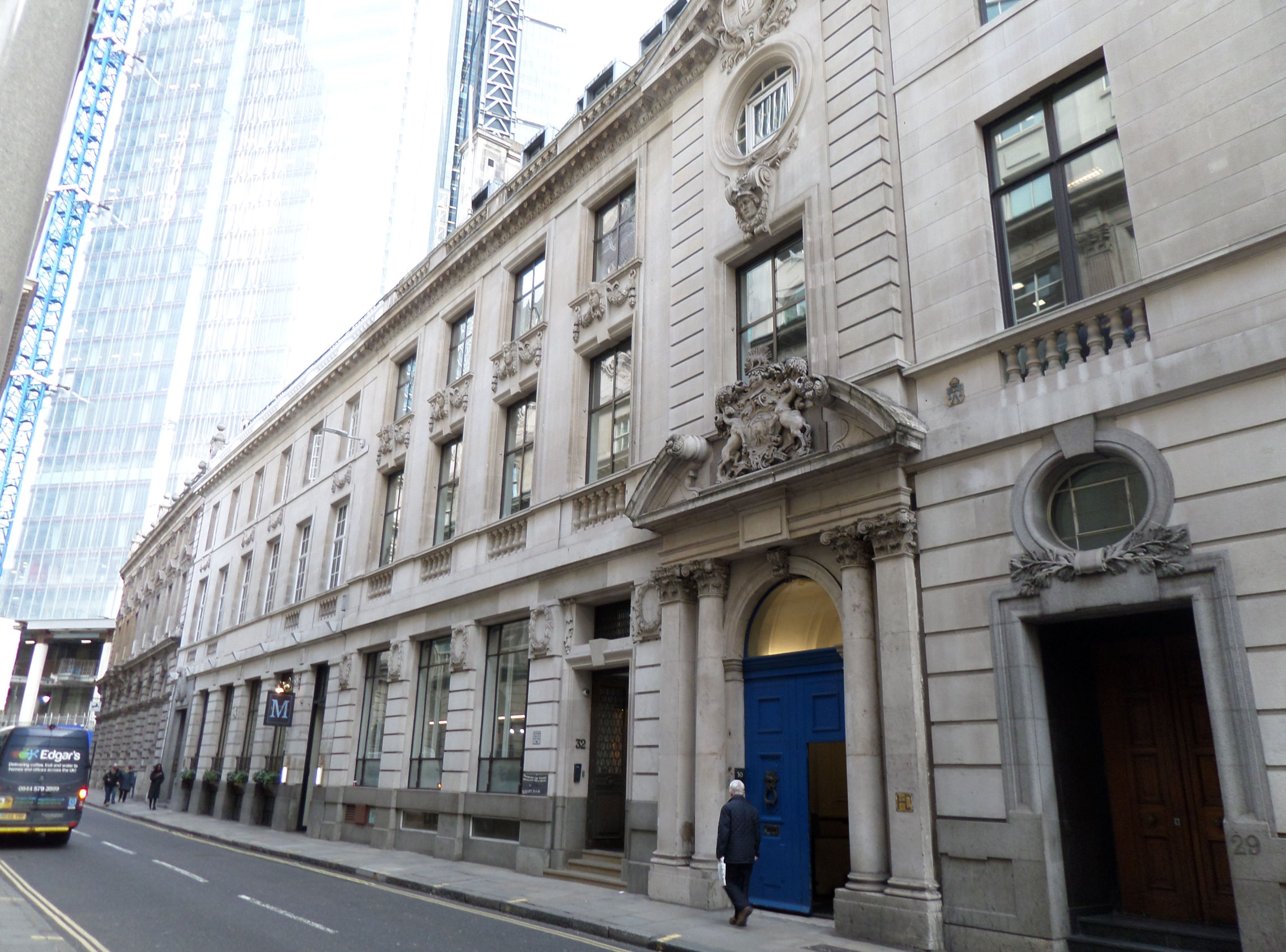
Merchant Taylors' Hall
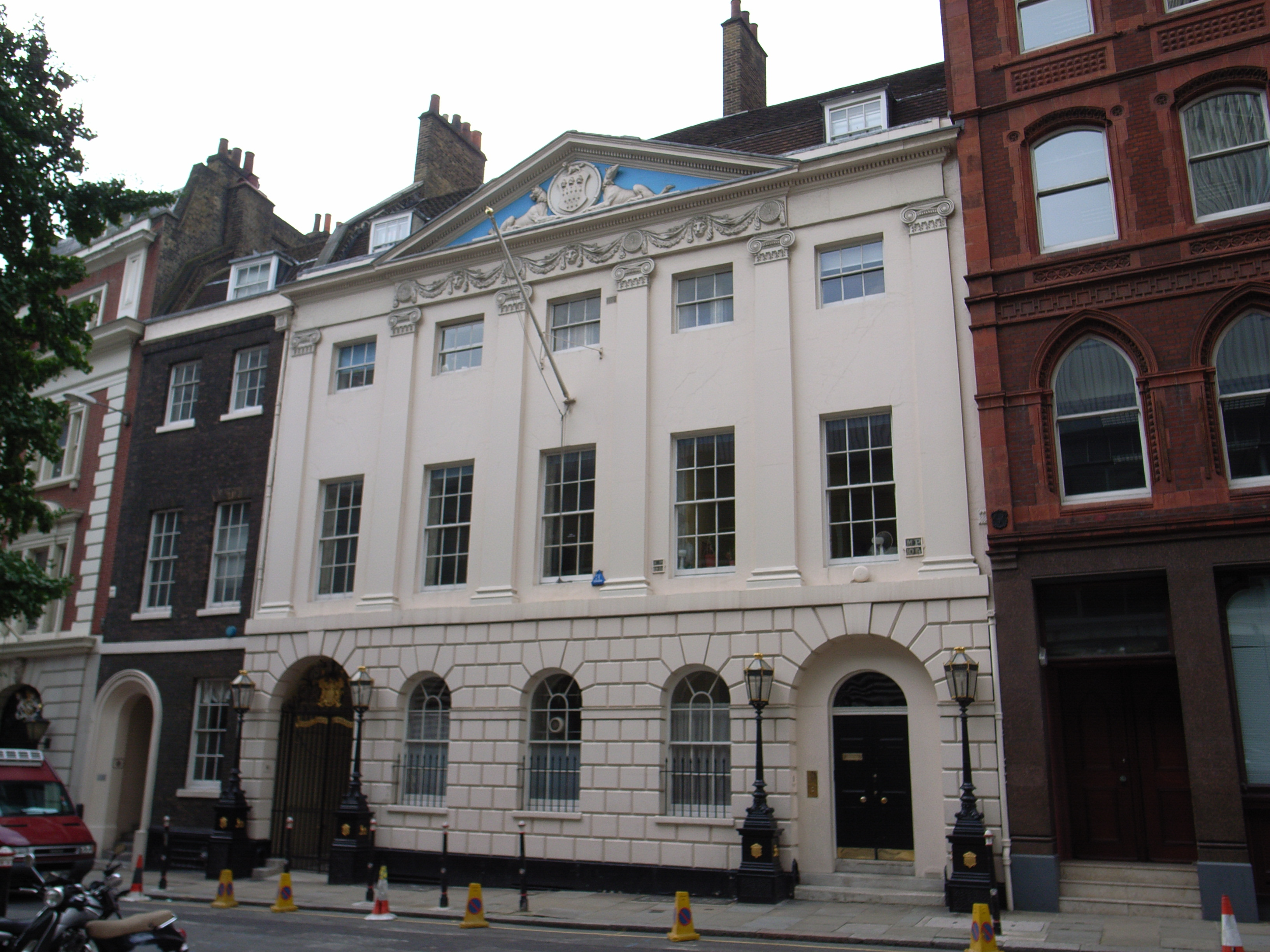
Skinners' Hall
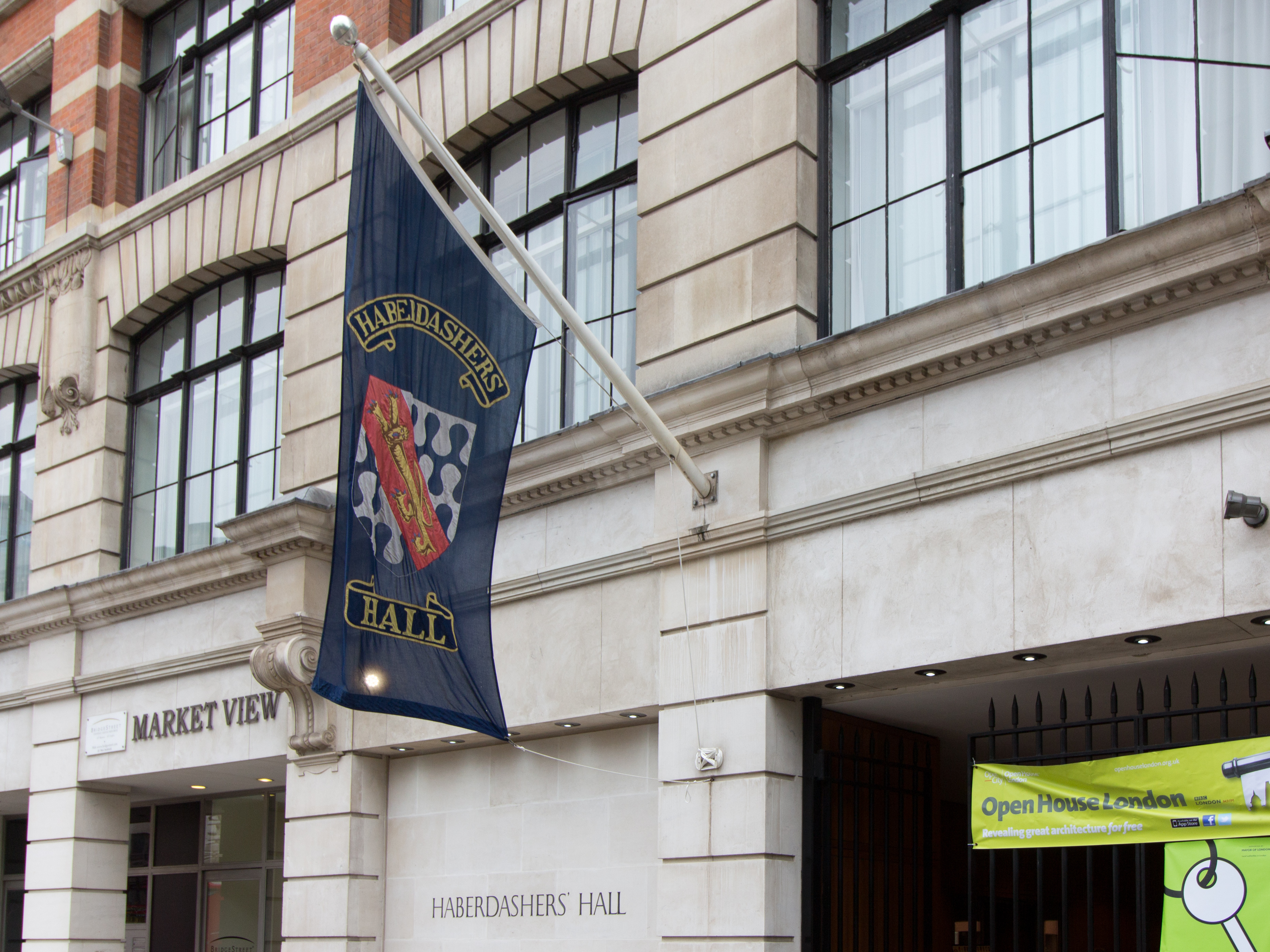
Haberdashers' Hall
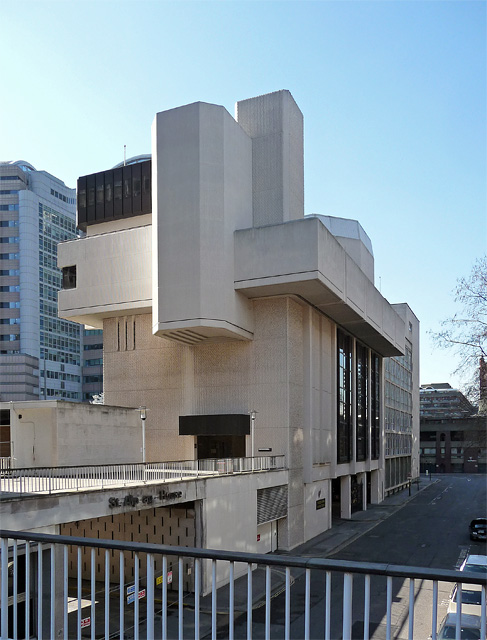
Salters' Hall
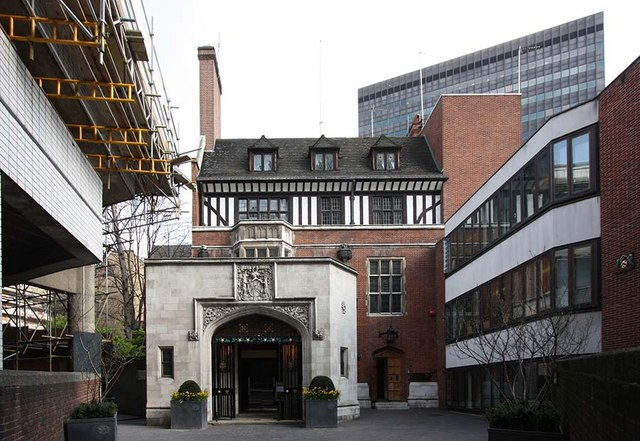
Ironmongers' Hall
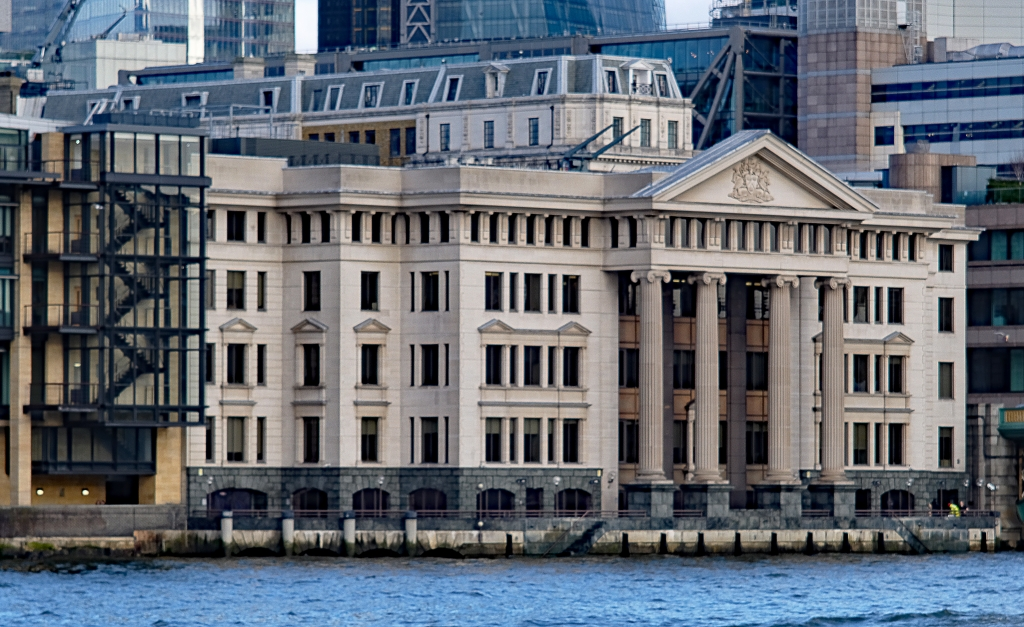
Vintners' Hall
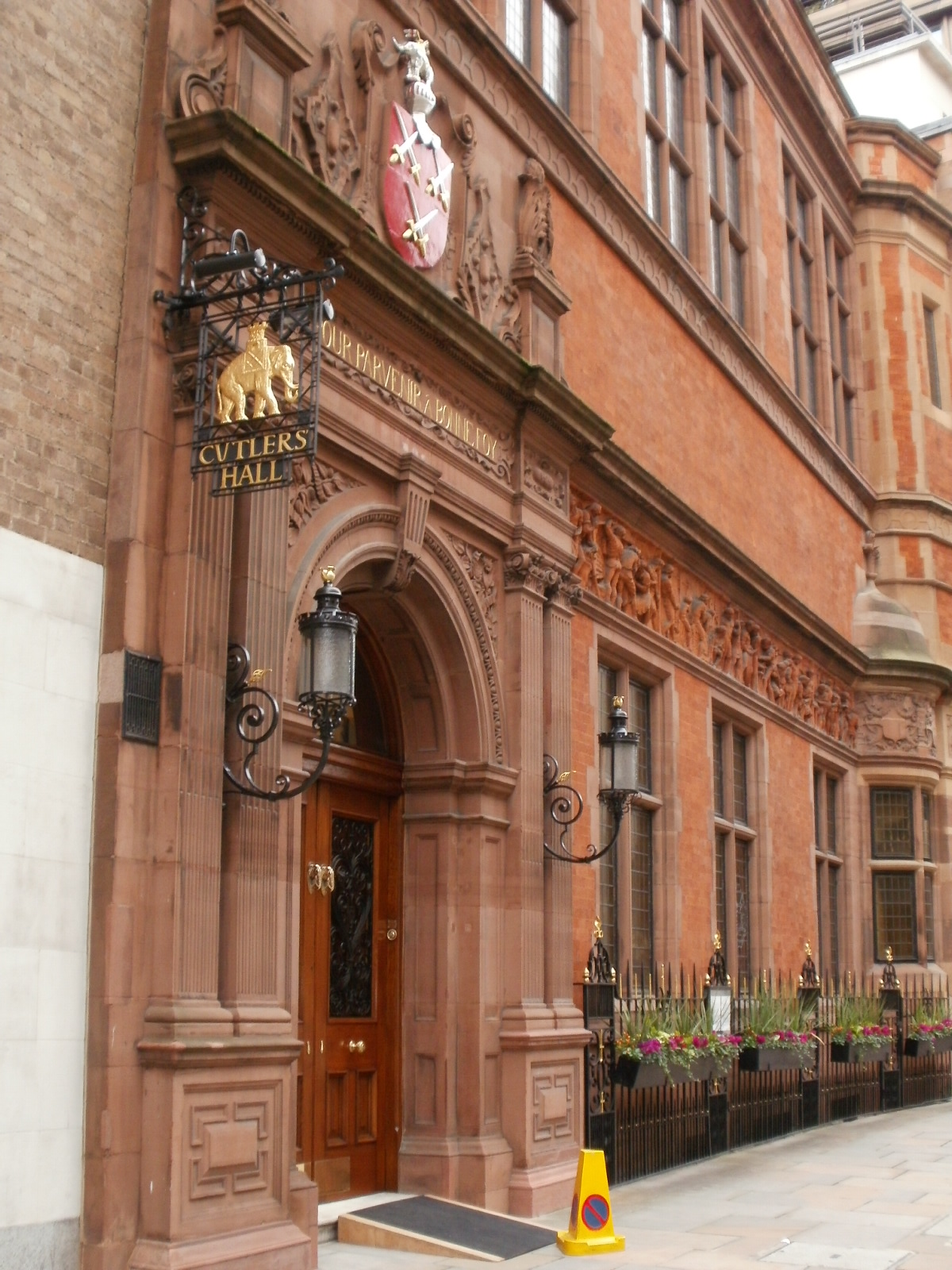
Cutlers' Hall
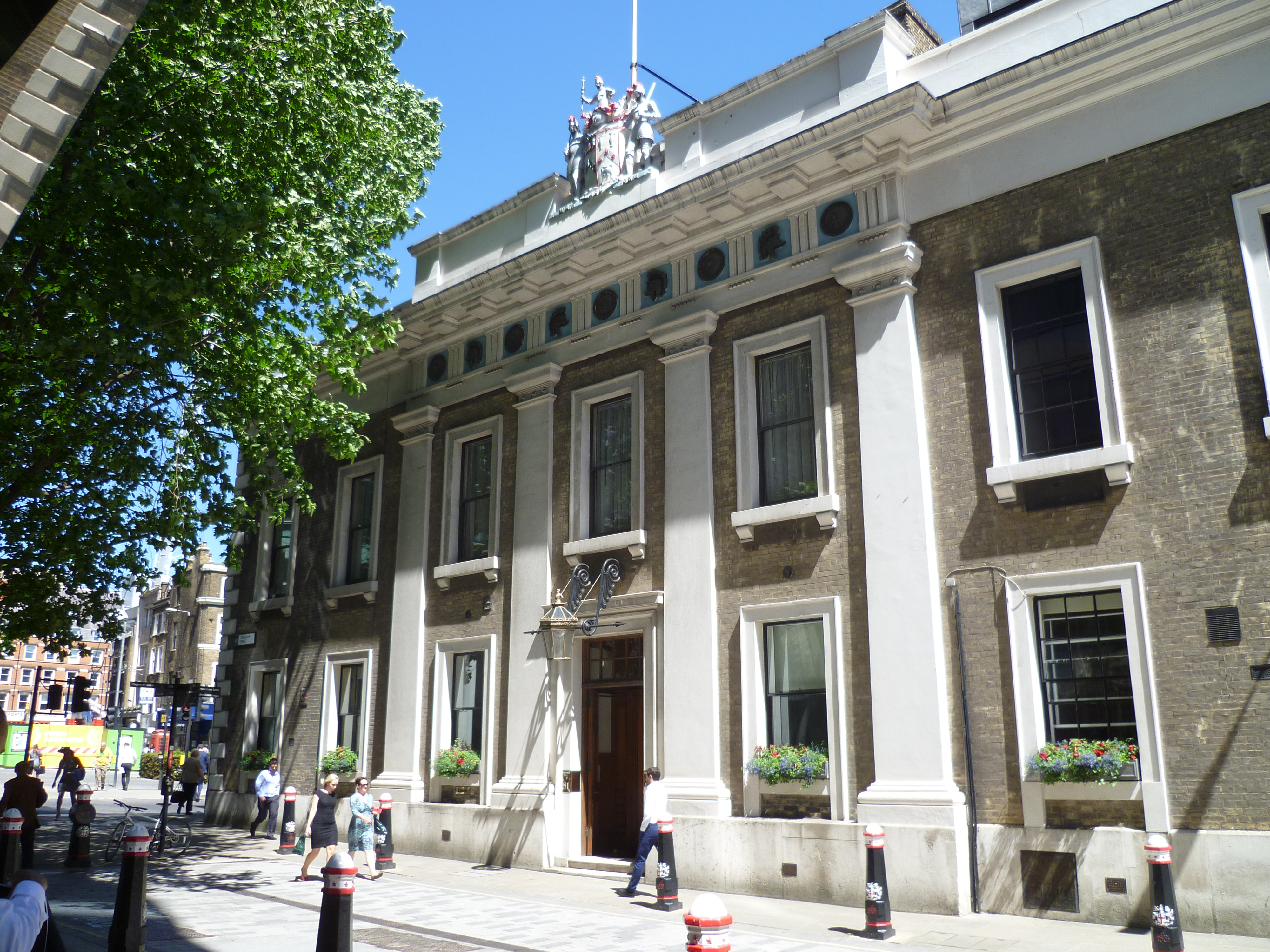
Armourers' Hall
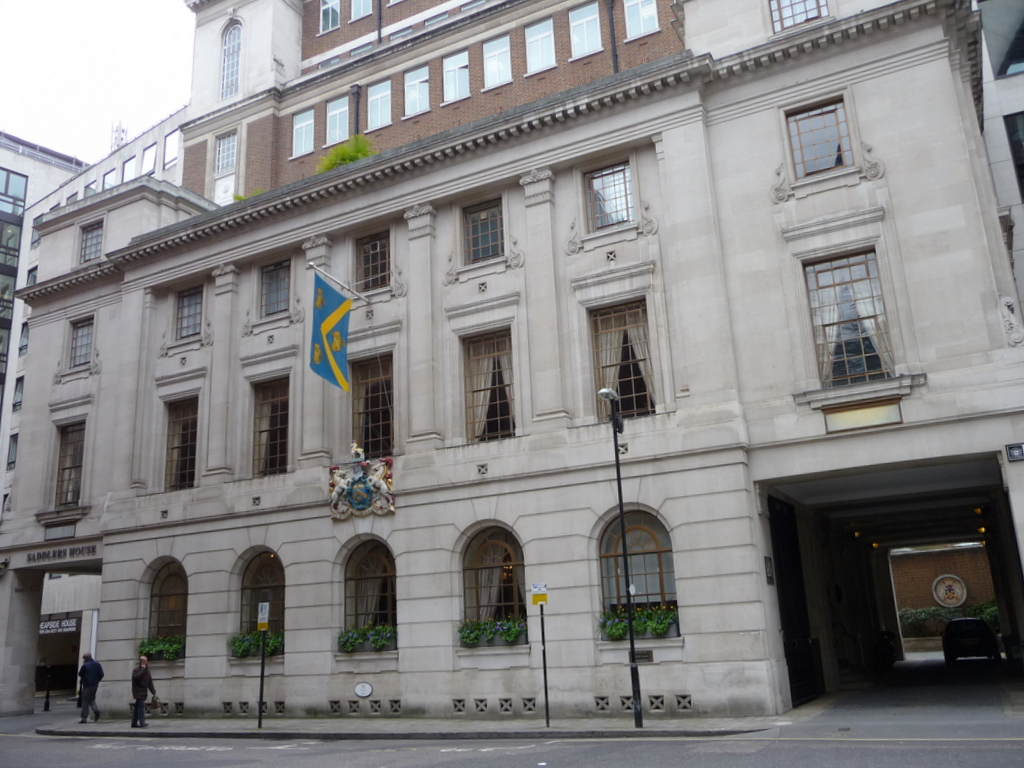
Saddlers' Hall
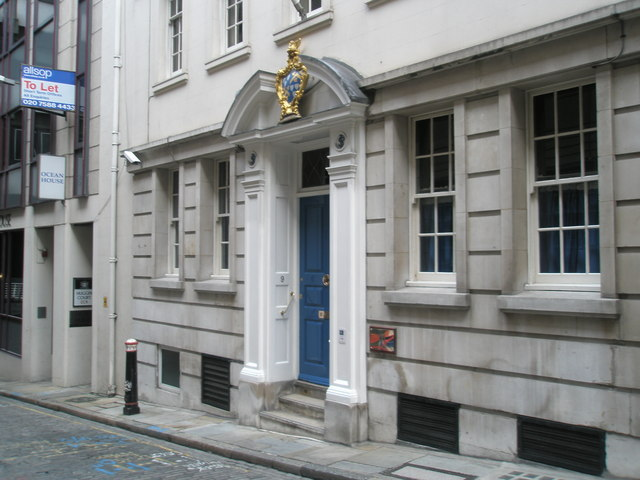
Painters' Hall

1. Worshipful Company of Mercers (mercanti) 1394
2. Worshipful Company of Grocers (droghieri e speziali) 1428
3. Worshipful Company of Drapers (drappieri e mercanti di panni di lana) 1364
4. Worshipful Company of Fishmongers (pescivendoli) 1508
5. Worshipful Company of Goldsmiths (orafi, argentieri, cambiavalute) 1327
6. Worshipful Company of Skinners (pellicciai) 1327
7. Worshipful Company of Merchant Taylors (sarti) 1327
8. Worshipful Company of Haberdashers (merciai e setaioli) 1448
9. Worshipful Company of Salters (venditori di sale e prodotti chimici) 1394
10. Worshipful Company of Ironmongers (commercianti di ferramenta) 1463
11. Worshipful Company of Vintners (vinattieri) 1364
12. Worshipful Company of Clothworkers (tosatori, follatori) 1528
13. Worshipful Company of Dyers (tintori) 1471
14. Worshipful Company of Brewers (birrai) 1438
15. Worshipful Company of Leathersellers (mercanti di cuoiami) 1444
16. Worshipful Company of Pewterers (peltrai) 1348
17. Worshipful Company of Barbers (barbieri, chirurghi, dentisti) 1462
18. Worshipful Company of Cutlers (coltellai, spadari) 1416
19. Worshipful Company of Bakers (panettieri, fornai) 1509
20. Worshipful Company of Wax Chandlers (candelai di cera) 1484
21. Worshipful Company of Tallow Chandlers (candelai di sego) 1462
22. Worshipful Company of Armourers and Brasiers (armorari, corazzai, ottonieri) 1453
23. Worshipful Company of Girdlers (cinturai) 1449
24. Worshipful Company of Butchers (macellai) 1605
25. Worshipful Company of Saddlers (sellai) 1363
26. Worshipful Company of Carpenters (carpentieri che giungono le assi con i chiodi) 1477
27. Worshipful Company of Cordwainers (calzolai) 1439
28. Worshipful Company of Painter-Stainers (pittori su vari materiali) 1581
29. Worshipful Company of Curriers (conciatori) 1605
30. Worshipful Company of Masons (muratori in pietra) 1677
31. Worshipful Company of Plumbers (lattonieri) 1611
32. Worshipful Company of Innholders (tavernieri e locandieri) 1514
33. Worshipful Company of Founders (fonditori e ramai) 1614
34. Worshipful Company of Poulters (pollaioli) 1665
35. Worshipful Company of Cooks (cuochi) 1663
36. Worshipful Company of Coopers (bottai) 1501
37. Worshipful Company of Tylers and Bricklayers (fabbricanti e muratori in mattoni) 1568
38. Worshipful Company of Bowyers (fabbricanti di archi)
39. Worshipful Company of Fletchers (fabbricanti di frecce)
40. Worshipful Company of Blacksmiths (fabbri ferrai) 1571
41. Worshipful Company of Joiners and Ceilers (falegnami che connettono le assi ad incastro) 1571
42. Worshipful Company of Weavers (tessitori) 1155
43. Worshipful Company of Woolmen (filatori) 1522
44. Worshipful Company of Scriveners (notai e cancellieri) 1617
45. Worshipful Company of Fruiterers (fruttivendoli) 1605
46. Worshipful Company of Plaisterers (stuccatori) 1501
47. Worshipful Company of Stationers and Newspaper Makers (cartai, stampatori, miniatori, rilegatori, librai) 1557
48. Worshipful Company of Broderers (ricamatori) 1561
49. Worshipful Company of Upholders (tappezzieri) 1626
50. Worshipful Company of Musicians (musicisti) 1604
51. Worshipful Company of Turners (tornitori) 1604
52. Worshipful Company of Basketmakers (cestai) 1569
53. Worshipful Company of Glaziers and Painters of Glass (vetrai e pittori su vetro) 1638
54. Worshipful Company of Horners (artigiani del corno e della plastica) 1638
55. Worshipful Company of Farriers (maniscalchi) 1674
56. Worshipful Company of Paviors (stradini) 1672
57. Worshipful Company of Loriners (morsari, speronari) 1711
58. Worshipful Society of Apothecaries (farmacisti) 1617
59. Worshipful Company of Shipwrights (costruttori navali) 1612
60. Worshipful Company of Spectacle Makers (occhialai) 1629
61. Worshipful Company of Clockmakers (orologiai) 1631
62. Worshipful Company of Glovers (guantai) 1639
63. Worshipful Company of Feltmakers (cappellai in feltro) 1667
64. Worshipful Company of Framework Knitters (magliari) 1657
65. Worshipful Company of Needlemakers (aguggiari ovvero fabbricanti di aghi) 1656
66. Worshipful Company of Gardeners (giardinieri) 1605
67. Worshipful Company of Tin Plate Workers (fabbricanti di stoviglie di peltro) 1670
68. Worshipful Company of Wheelwrights (fabbricanti di ruote) 1670
69. Worshipful Company of Distillers (acquavitari) 1638
70. Worshipful Company of Pattenmakers (zoccolai) 1670
71. Worshipful Company of Glass Sellers (vetrai, vasai) 1664
72. Worshipful Company of Coachmakers and Coach Harness Makers (carrozzai) 1677
73. Worshipful Company of Gunmakers (armaioli) 1637
74. Worshipful Company of Gold and Silver Wyre Drawers (filatori di oro e argento) 1693
75. Worshipful Company of Makers of Playing Cards (stampatori di carte da gioco) 1628
76. Worshipful Company of Fanmakers (fabbricanti di ventagli) 1709
77. Worshipful Company of Carmen (carrettieri) 1746
78. Honourable Company of Master Mariners (comandanti di navi) 1932
79. City of London Solicitors' Company (procuratori legali) 1944
80. Worshipful Company of Farmers (agricoltori) 1952
81. Honourable Company of Air Pilots (piloti di aeroplano) 1956
82. Worshipful Company of Tobacco Pipe Makers and Tobacco Blenders (fabbricanti di pipe e commercianti di tabacco) 1960
83. Worshipful Company of Furniture Makers (mobilieri) 1963
84. Worshipful Company of Scientific Instrument Makers (produttori di strumenti scientifici) 1964
85. Worshipful Company of Chartered Surveyors (geometri, agrimensori) 1977
86. Worshipful Company of Chartered Accountants in England and Wales (commercialisti, esperti contabili) 1977
87. Worshipful Company of Chartered Secretaries and Administrators (direttori amministrativi) 1977
88. Worshipful Company of Builders Merchants (venditori di materiali da costruzione) 1977
89. Worshipful Company of Launderers (lavandai) 1977
90. Worshipful Company of Marketors (esperti di marketing) 1978
91. Worshipful Company of Actuaries (attuari) 1979
92. Worshipful Company of Insurers (assicuratori) 1979
93. Worshipful Company of Arbitrators (arbitri giudiziari) 1981
94. Worshipful Company of Engineers (ingegneri) 1983
95. Worshipful Company of Fuellers (carbonai) 1984
96. Worshipful Company of Lightmongers (elettricisti) 1984
97. Worshipful Company of Environmental Cleaners (operatori delle pulizie, dei rifiuti e dell'ambiente) 1986
98. Worshipful Company of Chartered Architects (architetti) 1988
99. Worshipful Company of Constructors (operatori edili ed immobiliari) 1990
100. Worshipful Company of Information Technologists (informatici) 1992
101. Worshipful Company of World Traders (commercianti internazionali) 2000
102. Worshipful Company of Water Conservators (operatori delle fogne e del filtraggio delle acque) 2000
103. Worshipful Company of Firefighters (pompieri) 2001
104. Worshipful Company of Hackney Carriage Drivers (tassisti) 2004
105. Worshipful Company of Management Consultants (consulenti aziendali) 2004
106. Worshipful Company of International Bankers (banchieri internazionali) 2004
107. Worshipful Company of Tax Advisers (consulenti fiscali) 2005
108. Worshipful Company of Security Professionals (operatori finanziari) 2008
109. Worshipful Company of Educators (educatori) 2013
110. Worshipful Company of Arts Scholars (critici d'arte) 2014
111. Worshipful Company of Nurses (infermieri) 2023

## Professioni mediche e giuridiche
Dalle livery companies rimangono escluse le professioni mediche, tradizionalmente organizzate in Royal Colleges, i più antichi dei quali sono il Royal College of Physicians del 1518 e il Royal College of Surgeons del 1800.
Gli avvocati (barristers) sono invece organizzati nei quattro inns of court: Honourable Society of Lincoln's Inn, Honourable Society of Gray's Inn, Honourable Society of the Inner Temple e Honourable Society of the Middle Temple, il primo dei quali risale almeno al 1422.